# Heltai Árpád
Heltai Árpád (?, ? – Cleveland, 1915) magyar színész, rendező, díszlettervező, az első amerikai magyar színházigazgató.

## Életpályája
Az amerikai magyar hivatásos színjátszás megteremtője volt. 1905-ben Rédey István társulatában lépett fel, egy év múlva már saját társulata volt, amelyet hivatásos színészekből hozott alakított meg. Ő lett az igazgatója az első Állandó Magyar Színháznak, 1913-ban Magyarországról hívta meg Kassay Rózsit, Heltay Miklóst, Pataky Bélát és Mártonfalvy Györgyöt, akikkel elsősorban népszínműveket mutattak be. Rendezőként foglalkoztatta Erdélyi Emilt, Juhász Pált és Karacs Imrét. Telt házasok voltak az előadásaik, amelyeket a Manhattan Lyceum, Progress Hall, Yorkville Casino és Webster Hall bérelt termeiben vittek színre. Heltai állandó magyar kőszínházat szándékozott alapítani, azonban még fiatalon, baleset következtében elhunyt, így ezt a tervét már nem tudta megvalósítani.

## Főbb szerepei
- Herczeg Ferenc: Ocskay brigadéros

## Fontosabb rendezései

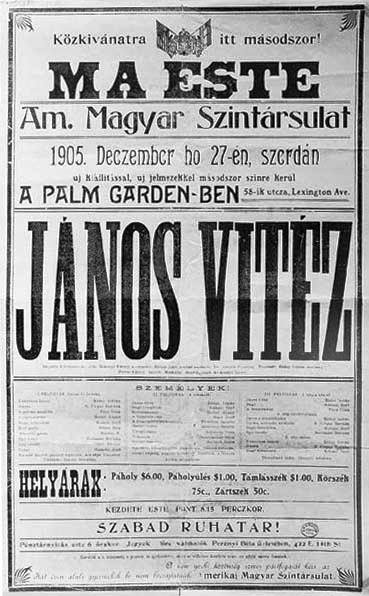
Kacsóh Pongrác: János vitéz színlap

- Gerő Károly: Az uzsai gyöngy
- Molnár Ferenc: Az ördög
- Kacsóh Pongrác: János vitéz
- Csiky Gergely: A nagymama
- Huszka Jenő: Gül Baba
- Huszka Jenő: Bob herceg
- Szigligeti Ede: A cigány
- Lehár Ferenc: A víg özvegy
- Lengyel Menyhért: Tájfun
- Géczy István: Amit az erdő mesél